# Дислер, Мартин
Мартин Дислер (нем. Martin Disler; род. 1 марта 1949 г. Зеевен — ум. 27 августа 1996 г. Женева) — швейцарский художник, скульптор, график и писатель.

## Биография
М. Дислер воспитывался в интернате в Штансе, однако своё образование там не завершил. В 1969 году он в Золотурне делит мастерскую с художницей Агнес Бартметлер, с которой в 1970 году вступает в брак (развелись в 1977). В 1970 году Дислер проводит первую выставку своих работ. В 1971 году Мартин и Агнес переезжают в Дулликен близ Ольтена. С 1972 года Дислер совершает несколько заграничных поездок — прежде всего во Францию и в Италию, а с 1977 года — и в США. В 1978 художник приезжает в Цюрих и открывает своё ателье в «альтернативном художественном центре» Красная фабрика. В 1980 году состоялась выставка его работ под названием «Нашествие на незнакомом языке» ('Invasion durch eine falsche Sprache') в базельском Музее искусств, принёсшая М. Дислеру международную известность. Свои впечатления и собранный опыт при подготовке и проведении этой выставки Дислер описал в книге «Картины художника» ('Bilder vom Maler'), выдержки из которой затем были опубликованы в ряде газет и журналов.
После успешного проведения базельской выставки картины и скульптуры М.Дислера экспонируются в крупнейших музеях и художественных галереях Германии, Швейцарии, Франции, Италии, Нидерландов, США, Бразилии и др. В 1980 году Дислер знакомится с художницей Иреной Грундель, на которой женится в 1984 году. Он также организует — совместно с Дитером Халлом — издательство 'Nachbar der Welt'. В 1981 году в Штутгарте проходит его выставка под названием «Окрестности любви» ('Die Umgebung der Liebe'). В 1982 М. Дислер переезжает в голландский город Гарлинген, в 1983 году — в Париж. В 1985 он живёт в Самедане, с 1988 года в швейцарском кантоне Юра. В 1982 он принимает участие в выставке современного искусства Documenta 7 в Касселе, в 1985 был награждён премией земли Бремен в области культуры, в 1987 — премией художественного общества кантона Цюрих.
По своему художественному стилю М.Дислер относится к движению Новые дикие (Neue Wilde).